# Шлёпни пони
«Шлёпни пони» (англ. Smack the Pony; ТНТ перевёл название как Женские шалости) — английское комедийное скетч-шоу, выходившее с 1999 по 2003 год на телеканале Channel 4.

## История
Шоу было придумано Викторией Пайл по заказу Кэролайн Ледди с 4-го канала и Питера Финчема из Talkback, которые считали, что зрители будут рады скетч-шоу, ориентированному на женщин.
Название шоу было задумано как пародия на те истории, которые будут публиковаться в ежегодных выпусках, предназначенных для молодых девушек. Первоначально сериал назывался «Найди пони», но затем оно было изменено по предложению Кевина Лиго на «Шлёпни пони», что некоторые люди ошибочно приняли за своего рода сексуальный эвфемизм.
Пилотный выпуск был снят с участием Салли Филлипс, Фионы Аллен и Аманды Холден. Когда был заказан полный сезон, Холден выбыла, и её место заняла Дун Макичан. Холден все была показана в четырёх сериях первого сезона.
В Германии шоу транслировалось на канале ProSieben, где мелодия темы была изменена на «I Don’t Want a Lover» и содержала другую последовательность названий.
Намеренно глупый и избегающий повторяющихся ключевых фраз, сюрреалистический юмор шоу оказался популярным, и у сериала была постоянная аудитория около 2,5 миллионов зрителей в Великобритании.
В 2003 году создатели шоу объявили, что они не будут продолжать этот формат, предпочитая завершить его на пике успеха, а не рисковать снижением качества материала.

## Номинации и награды
В 2000 году сериал получил американскую телевизионную премию «Эмми» в номинации «Best Popular Arts Show». В 2000, 2001 и 2003 годах сериал был номинирован на премию «British Academy Television Awards» в категории «Лучшая комедия».

## Российская версия
На российском телеканале ТНТ проходит локализованная версия шоу под названием «Женская лига». В шоу представлены некоторые темы из оригинала, а также оригинальный контент.